# Tateyama (Toyama)
Tateyama (立山町 Tateyama-machi?) es un pueblo en la prefectura de Toyama, Japón, localizado en la parte centro-oeste de la isla de Honshū, en la región de Chūbu. El 1 de marzo de 2021 tenía una población estimada de 24 996 habitantes y una densidad de población de 81 personas por km².

## Geografía
Tateyama se encuentra en el este de la prefectura de Toyama, ubicado en la cordillera de Tateyama, bordeado por la prefectura de Nagano al este.

## Historia
El área del actual Tateyama era parte de la antigua provincia de Etchū. La villa de Tatayama fue creada el 12 de mayo de 1894 y elevada al estatus de pueblo el 10 de enero de 1954.

## Demografía
Según los datos del censo japonés, la población de Tateyama se ha mantenido estable en los últimos 50 años.
| Gráfica de evolución demográfica de Tateyama entre 1950 y 2015 |
|                                                                |
| Oficina de Estadísticas de Japón                               |